# Naturwissenschaftliche Reise nach Mossambique
Naturwissenschaftliche Reise nach Mossambique (abreviado Naturwiss. Reise) es un libro con descripciones botánicas que fue escrito por el naturalista y explorador alemán Wilhelm Karl Hartwich Peters. Fue publicado en dos partes en los años 1861 - 1864 con el nombre de Naturwissenschaftliche Reise nach Mossambique: auf Befehl Seiner Majestät des Königs Friedrich Wilhelm IV, in den Jahren 1842 bis 1848 ausgeführt von Wilhelm C.H. Peters ... Berlin.